# Saudação nazista

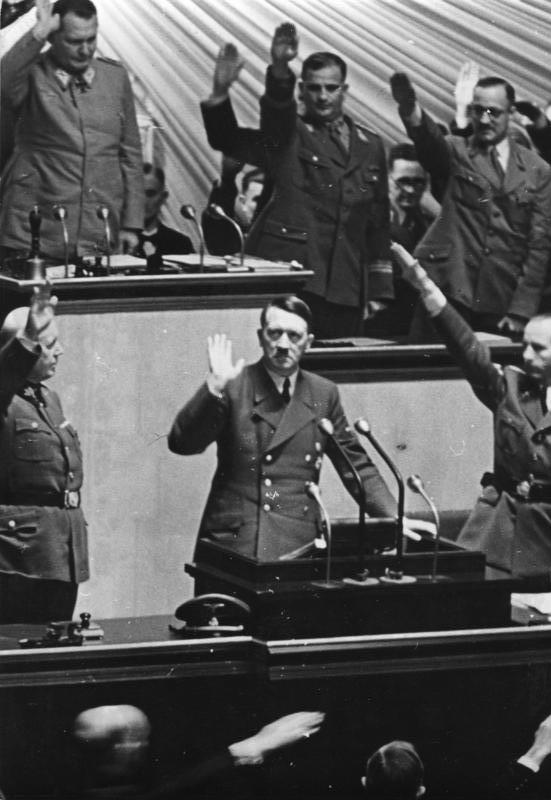
Hitler sendo saudado durante uma reunião no Reichstag.

A saudação nazista (português brasileiro) ou saudação nazi (português europeu) ou ainda saudação de Hitler (em alemão: Hitlergruß), muito conhecida na época da Alemanha Nazista como Deutscher Gruß (saudação alemã), é uma variação da saudação romana, adotada pelo Partido Nazista como um sinal da lealdade e culto da personalidade de Adolf Hitler. Ganhou popularidade concomitantemente com a ascensão de Hitler. Consiste em esticar o braço direito no ar com a palma estendida para baixo enquanto se diz as palavras Heil Hitler ("Salve Hitler").
A expressão é uma adaptação de Sieg Heil ("Salve a Vitória"). Foi primeiramente usada por Joseph Goebbels, ministro da propaganda da Alemanha Nazista. É-lhe atribuído o número 88, por ser H a oitava letra do alfabeto, formando 88 as letras HH, ou Heil Hitler.

## Descrição
Para a saudação de Hitler o braço direito é levantado em um ângulo de aproximadamente 45 graus na horizontal e ligeiramente na lateral, embora muitas vezes seja utilizado em 90 graus (principalmente em multidões onde não haveria espaço para colocar o braço estendido para a frente), e acompanhado das palavras Sieg Heil!, Heil Hitler!, Heil mein Führer! (Salve, meu líder - quando endereçada ao próprio Hitler), ou simplesmente Heil!, geralmente dito em voz alta e repetidas três vezes. O próprio Hitler usava frequentemente a saudação, e há muitas fotografias dele fazendo-a em multidões e em carros abertos. No caso de uma pessoa saudar a outra, as palavras são pronunciadas ao mesmo tempo, e o receptor deve levantar a mão direita sobre o ombro dizendo as mesmas palavras.

## História

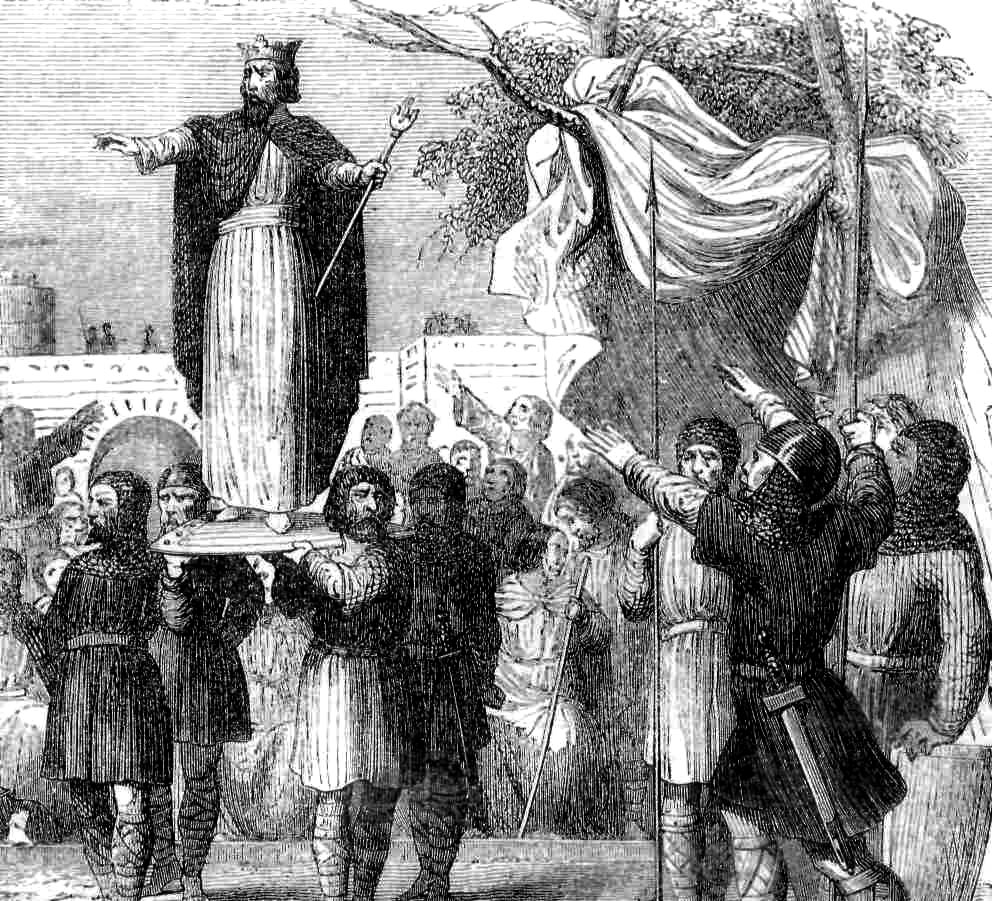
Um retrato do expositor (1852) que retrata uma reconstrução da cerimónia de posse de um rei alemão

A saudação nazista desde cerca de 1925 foi uma saudação habitual no partido nazista, principalmente em reuniões, especialmente após um discurso de Hitler. De 1933 a 1945 a saudação a Hitler era um cumprimento alemão comum. Hitler copiou a saudação de Benito Mussolini (a saudação romana). Embora os fascistas italianos associassem a saudação com Roma antiga, Hitler e Heinrich Himmler da SS, acreditaram que ele se originou dos antigos povos germânicos.

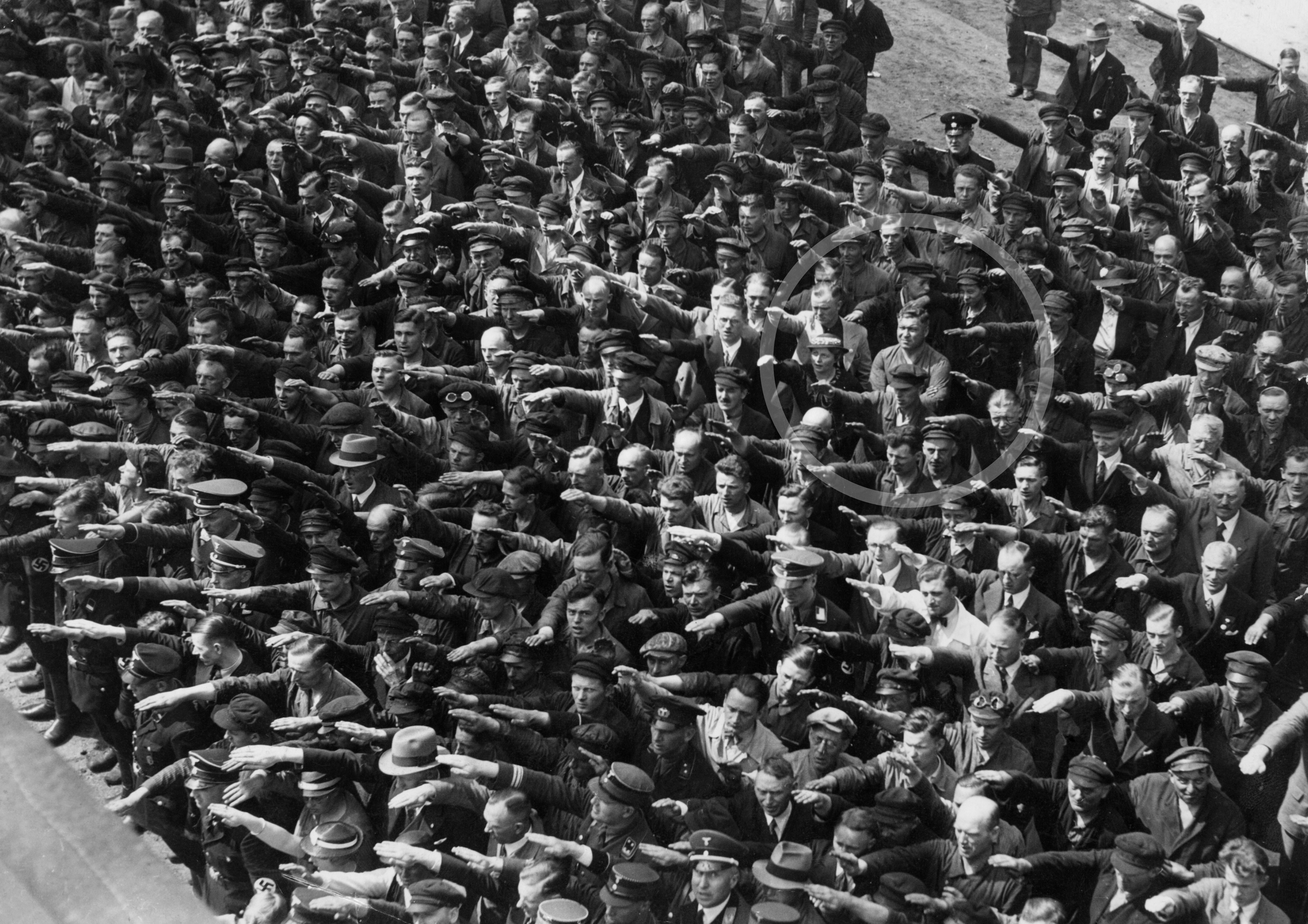
August Landmesser (no destaque), em 13 de Junho de 1936, recusando-se a fazer a saudação nazista (ver: Resistência alemã).

As reivindicações de Hitler e Himmler eram justificadas, pois os historiadores discutem há muito tempo que gestos similares à saudação romana já eram usadas na coroação de reis alemães antigos. As ilustrações que reconstroem tais eventos, e mostram a saudação, datam de meados do século XIX.

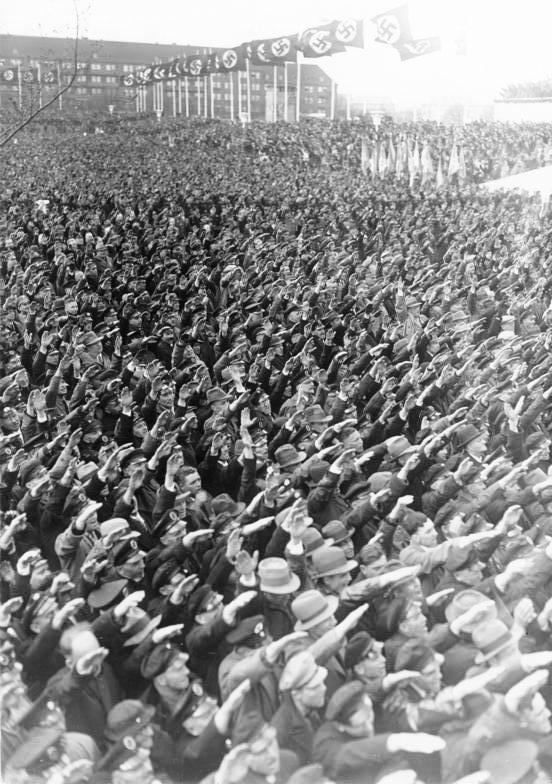
Multidão alemã fazendo a saudação

A Enciclopédia Brockhaus repete tais reivindicações, dizendo que a saudação deriva dos gestos usados durante a coroação de reis alemães medievais juntamente com a exclamação de “Heil”. De acordo com alguns nazistas, aspectos presentes na Roma antiga vieram do norte da europa, e assim, em sua opinião, seria provável que tivessem trazido a saudação para Roma da Alemanha.
A saudação romana, no qual a saudação de Hitler foi baseada, foi usada em muitos países diferentes para muitas finalidades diferentes antes da Segunda Guerra Mundial. Por exemplo, a Saudação de Bellamy, usada como garantia de fidelidade nos Estados Unidos no século XIX, e no inicio do século XX, era uma versão da saudação romana com algumas similaridades à saudação nazista. A saudação de Bellamy foi abandonada desde 1942 por causa dessa similaridade. O mesmo aconteceu com à maioria das outras formas de saudações romanas ao redor do mundo.
O uso da saudação e das frases do acompanhamento foi proibido por lei na Alemanha e na Áustria desde o fim da segunda guerra mundial. A saudação é usada atualmente por grupos neonazistas.
O desenhista John Heartfield, isto antes da tomada de Hitler em 1933, criou pôsteres satirizando a saudação a Hitler. Durante a guerra, os aliados usaram a saudação de formas satíricas. O uso satírico e ofensivo do termo “Sieg Heil” é às vezes ambíguo, e os comediantes que o usam para finalidades cómicas têm sido acusados às vezes de antissemitismo.